# Уничтожение персональных данных
Уничтожение персональных данных (согл. ФЗ № 152 «О персональных данных») — действия, в результате которых невозможно восстановить содержание персональных данных в информационной системе персональных данных или в результате которых уничтожаются материальные носители персональных данных.

## Способы уничтожения персональных данных
1. Физическое уничтожение носителя
2. Уничтожение информации с носителя

### Уничтожение материального носителя
- Бумажный носитель. Используются 2 вида уничтожения: уничтожение через шредирование (измельчение и гидрообработка) и уничтожение через термическую обработку (сжигание). У шредеров есть различные степени секретности (от 1 до 5). Законодательно степень секретности, при уничтожении, как и сами процедуры не регламентируется.

- Электронный носитель. Уничтожение заключается в таком воздействии на рабочие слои дисков, в результате, которого разрушается физическая, магнитная или химическая структура рабочего слоя. Примерами могут быть: механическое разрушение дисков (прессование, механическое эрозирование поверхности — пескоструй, ультразвуковое и электрохимическое эрозирование), химическое травление в агрессивных средах и обжиг или переплавка дисков. Съём данных с магнитных дисков, подвергшихся таким воздействиям, становится невозможным.

### Уничтожение информации с носителя
Существует большое количество как программной, так и программно-аппаратной реализации процесса обеспечения уничтожения информации, представленной на магнитных носителях.
Ряд алгоритмов уничтожения информации, в том числе и персональных данных, основывается на многократной перезаписи в секторах магнитного диска. С физической точки зрения, они основываются на многократном перемагничивании материала записывающей поверхности диска.
Алгоритмы национальных стандартов предусматривают запись в каждый байт каждого сектора жесткого диска единиц, случайных чисел, а также чисел, дополнительных к записанным на предыдущем проходе. Предполагается несколько перезаписей для одного материального носителя.

## Стандарты уничтожения данных
- ГОСТ P50739-95;
- DoD 5220.22-M; NAVSO P-5239-26 (RLL);
- NAVSO P-5239-26 (MFM);
- VSITR.